# Кемское сельское поселение (Приморский край)
Кемское сельское поселение — сельское поселение в Тернейском районе Приморского края.
Административный центр — село Малая Кема.

## История
Статус и границы сельского поселения установлены Законом Приморского края от 6 августа 2004 года № 133-КЗ «О Тернейском муниципальном районе»

## Население
| 2010 | 2011 | 2012 | 2013 | 2014 | 2015 | 2016 |
| ---- | ---- | ---- | ---- | ---- | ---- | ---- |
| 687  | ↘683 | ↘644 | ↘617 | ↘599 | ↘581 | ↘562 |
| 2017 | 2018 | 2019 | 2020 |      |      |      |
| ↘540 | ↘524 | ↘502 | ↘478 |      |      |      |

## Состав сельского поселения
В состав сельского поселения входит один населённый пункт — село Малая Кема.

## Местное самоуправление
Глава администрации: Симоненко Юрий Борисович
Адрес: 692160, с. Малая Кема, ул. Спортивная, 10 
Телефон: 8 (42374) 39-2-69